# Opanara areaensis
Opanara areaensis é uma espécie de gastrópode da família Charopidae.
É endémica de Polinésia Francesa.